# Horní Bojanovice
Horní Bojanovice (německy Ober Bojanowitz) jsou moravská zemědělská a vinařská obec v okrese Břeclav v Jihomoravském kraji. Leží čtyřicet kilometrů jižně od Brna poblíž dálnice D2, šest kilometrů od Hustopečí, v údolí jednoho z výběžků Ždánického lesa. Nadmořská výška je 248 metrů. Žije zde 657 obyvatel.
Náležela až do roku 1356 místním vladykům. Tehdy ji koupili páni z Kunštátu, roku 1510 Pernštejnové, roku 1551 Drnovští z Drnovic. Za pobělohorských konfiskací připadla ves kardinálu Ditrichštejnovi. Ten ji roku 1626 směnil a poté se v držbě vystřídala řada rodů. V obci se po staletí pěstují především červená, ale i bílá vína. Udržují se zde lidové zvyky, zejména krojované hody, které se konají na svátek svatého Vavřince kolem 10. srpna. Obcí prochází Velkopavlovická vinařská cyklostezka.

## Název
Název obce se vyvíjel od varianty v Boyanowicz (1356), Hornie Bogianowicze (1464), z Hornych Boyanowicz (1480), na Hornych Buyanowiczych (1528), v Hornijch Boganowiczych (1594), Horni Boyanowicze (1615), Ober Boyanowitz (1673), Boyanowitz (1718), Ober Bojanowitz (1720, 1751), Ober Bojanowitz a Hornij Bojanowice (1846), Ober Bojanowitz a Horní Bojanovice (1872). Místní jméno vzniklo z osobního jména Bojan, k němuž byla přidána přípona -ovice a znamenalo ves lidí Bojanových. Přívlastkem Horní (Superior) se liší od Dolních Bojanovic od roku 1464.

## Historie
První písemná zmínka o Bojanovicích pochází z 9. dubna 1298, kdy český král Václav II. potvrdil nadaci jednoho lánu od brněnského měšťana Gerbota pro stavbu kostela Panny Marie. Originál listiny je uložen v Archivu města Brna. Horní Bojanovice zde označuje název Woyanowicz. Ve 14. století byly Bojanovice vsí vladyckou, například v roce 1349 je vlastnil Záviš z Bojanovic, roku 1356 bratři Vojslav, Jakub, Filip a Janek z Bojanovic. To ovšem nevylučovalo, aby v pozdějších letech nepatřily k jejich majitelům i nejprestižnější rody (Kunštáti, Pernštejnové či kardinál Dietrichštejn).
Významnou měrou se na vývoji obce odrazila i skutečnost, že Horní Bojanovice patřily od svého vzniku k samostatným panským dvorcům. V 19. a 20. století]\ představoval významný zdroj obživy Bojanovic zdejší velkostatek vlastnící rovněž lihovar. Významným pramenem pro poznání novodobých dějin obce jsou kroniky obce vedené od roku 1924.
Dějiny Horních Bojanovic jsou především dějinami vinařství, díky němuž obec představovala pro své majitele lukrativní podnik. Rozloha vinic zde tradičně (až do první poloviny 19. století) převyšovala výměru polí. Například v polovině 18. století naměřili v obci 1249 měřic a 4,5 achtele vinic, zatímco orné půdy pouze 873 měřic. Drtivou většinu vinic tvořily vinohrady poddanské (vrchnost ze zmiňované výměry vlastnila jen 85 měřic). Obec je součástí velkopavlovické vinařské oblasti a Mikroregionu Hustopečsko. 
Vinařství tvořilo celá staletí nejdůležitější složku místního hospodářství. V 11. až 13. století byli nositeli rozvoje vinařství kláštery a feudálové. Novou epochu pak znamenalo zakládání měst a příchod německých kolonistů se zkušeností s pěstováním vinné révy. Ve 14. až 16. století pěstování révy zdomácnělo také v mnoha poddanských vesnicích. Začátek 17. století však přinesl nevlídné počasí a choroby, vpády vojsk, třicetiletou válku. Mnohé vinice zanikly a nebyly už vůbec obnoveny. Ke stabilizaci dochází až začátkem 18. století. I hornobajonovické vinařství dosáhlo nového zenitu. Podle tereziánského katastru zaujímaly vinice 53 % rozlohy obce. Začátkem 20. století začal výměr vinic opět klesat. Vinice napadl révokaz. Většina z nich byla zničena. Od roku 1904 se začalo s vysazováním vinic na odolných amerických podložkách.
V Horních Bojanovicích se tradičně pěstovala především červená vína. Sklepy a lisovny se budovaly ve zdejším svahovitém terénu jednotlivě v rámci každé usedlosti. Původní typické vinohradnické stavby zahrnují lisovnu, šíji a vlastní sklep. Zdejší lisovny mívaly půdy, v nichž se skladovalo vinohradnické nářadí.

## Zvyky
Život vesnické komunity se odvíjel v pravidelném rytmu střídajících se ročních období s jejich svátky, jak je přinášel liturgický kalendář. Tyto svátky obvykle mívaly svou oficiální – církevní tvář a pak tu volnější, ovlivněnou lidovými tradicemi, zvyky a kulturou. Dodnes se řada z těchto zvyků dodržuje, mnohé ovšem už jen v transformované podobě, mnohé byly zapomenuty. Nejvýznamnější jsou svatovavřinecké hody (a následující hodky), tříkrálová koleda, ostatky, vynášení smrtky, velikonoční pomlázka, filipojakubská noc a vánoční obyčeje. Podobný charakter oslav – ovšem častěji intimnější – měly i svátky rodinné: křest, biřmování, svatba, pohřeb. Dosud je průběh mnohých z nich ovlivněn staletými tradicemi a v obci dodržován.

### Výroční zvyky
Tříkrálové obchůzky se těšily velkému respektu. Děti chodily i do přespolních obcí a obchůzka mohla trvat i tři až čtyři dny (spalo se u příbuzných nebo známých). Koledníci byli obdarováváni především koláči a penězi. Hornobojanovší koledníci jsou i hrdiny dojemné povídky bratří Mrštíků nazvané Svatí Tři králové zařazené do prvního dílu Roku na vsi, kde se Bojanovice skrývají pod názvem Havranice.
Dalším významným obyčejem byly ostatky. Smažily se koblihy a podávaly se s vínem. V pondělí chodily maškarády, v úterý vyhrávala harmonika a buben. Oproti bývalým zvyklostem se nyní oslavy posouvají na sobotu, neděli, případně pondělí, kdy se pochovává basa.
Smrtka se vynášela až do padesátých let 20. století. Zhotovovala se ze slámy, odívala se do starých šatů a na krku měla růženec z vaječných výdunků. Na smrtnou neděli se šlo napříč celou vesnicí na dolní konec, kde byla u potoka zapálena.
Velikonoční pondělní obchůzka (šlahačka) s pomlázkou – „žílou“ začínala už ve čtyři hodiny ráno, aby byla děvčata překvapena ještě v posteli. Protože domy nebyly otevřeny tak brzy, byla každá usedlost zdolávána z humen. Výjimečné nebylo ani šlahání od děvčat, která na to měla právo v pondělí odpoledne a v úterý.
O filipojakubské noci se za okna, dveře a vrata zastrkovaly větvičky černého bezu, aby dům ochránily proti čarodějnicím. Ten večer se stavějí i májky před dům starosty, učitele, před faru a stárkám.

### Hody
Hody představují v Horních Bojanovicích největší událost mezi výročními svátky. Slaví se jednou do roka kolem 10. srpna, na nějž připadá svátek Svatého Vavřince, patrona zdejšího kostela. Podle ústní tradice existovaly i hody podzimní – císařské, které se obecně zaváděly koncem 18. století.
Počátkem července – na němčičské hody – volila chasa za přítomnosti starosty a radních čtyři stárky, později se od tohoto pravidla upustilo a počet byl překračován nahoru i dolů. Původně se hody slavily tři dny: v neděli, v pondělí a v úterý. Od padesátých let 20. století se slaví jen dva dny – v sobotu a v neděli.
Dříve se na ranní mši v první hodový den stárky dostavovaly ještě s šátky na hlavách, na odpolední požehnání již ve věncích. Taneční místo – plac byl původně hliněný a upravoval se plevami a pískem. Tančila se polka, valčík a večer mazurka. Tradiční obřadní tance regionu – zavádka, skočná a verbuňk – byly počátkem 20. století již téměř zapomenuty. Zavádkou byla slavnostně uvedena do tance všechna děvčata v obci, počínaje první až čtvrtou stárkou. Děvčata při ní skládala poplatek stárkům, kterým si zajišťovala bezplatný vstup ke všem muzikám v roce, proto byla tato druhá část zavádky označovaná jako „skládka“.
Stárkovu pravomoc a hodnost reprezentovalo fedro. S ním přicházeli stárci k máji a zahajovali hody slavností zavádkou. Fedro je brslenová hůl, na niž jsou zdola nahoru strouhány tenké hobliny a nahoře na způsob víchu svázány pentlemi. Pod vích se přivazoval turecký šátek lemovaný krajkami.
Vstupné se na hodech v první polovině 20. století nevybíralo. Vše kryla sóla. Svoje sóla měli přespolní, stará vojna, mužáci, řemeslníci…
K hodům ve 20. století hrála vždy dechovka. Stejně jako taneční projev se i hudební postupně přizpůsobil obecnému vkusu. Poslední předválečné hody trvaly jen dva dny. Za války platil zákaz zábav, který ale nebyl striktně dodržován, takže se hody a jiné zábavy pořádaly v lese pod „Štumperkama“ nebo ve stodolách.
V souvislosti s intenzivnějším politickým a spolkovým životem prvních tří desetiletí 20. století přestaly být hody jednotícím prvkem obce a stávaly se prestižní akcí různých stran nebo spolků. Horní Bojanovice potkal v roce 1947 rozkol v hodech mezi lidovci a hasiči. Stárci obou stran chodili dům od domu a zvali na své hody. (Tyto obchůzky se od té doby provádějí dodnes.) Hody však byly úspěšné, trvaly až do pátku. Za čtrnáct dní po hodech se konají hodky, a to dva dny. Byly financovány výtěžkem z hodů.

### Svatba
Nevěstu si původně ženich vybíral po dohodě s rodiči, protože měla být majetkově rovnocenná. Když námluvy dopadly dobře, šli snoubenci na faru ohlásil termín svatby. Před jejím uskutečněním se konaly trojí ohlášky. Svatba se konala vždy v domě nevěsty. Vyklidila se světnice a vypůjčily se stoly a lavice. Hosté se zvali čtrnáct dní předem. Chodili zvát ženich i nevěsta. A znovu v neděli před svatbou. V pondělí se sešla mládež a pořádala se svíca. Mládenci chodili po vsi a obcházeli svatebčany.
Ráno v den svatby mládenci odvedli ženicha do domu nevěsty. Zde se podávalo víno, bábovka a koláče. Ceremoniál provázely verše a písně. Odprošovalo se a děkovalo rodičům a poté se svatební průvod odebral na svatební obřad do kostela. Oběd u ženicha býval tradiční: křenová omáčka s hovězím masem. Zahajoval ho starší družba opět verši. Večer se svatebčané odebrali do hostince, kde byla muzika, zde čekala chasa s „vynšem“ a byla pohoštěna koláči a vínem. Pozdě večer si svatebčané „odskočili“ do nevěstina domu na večeři (obvykle se podávala zvěřina). Po večeři se vraceli do hostince, kde se hrálo až do rána. Druhý den obešli novomanželé hosty a zvali je na hostinu, která začala jako oběd a pokračovala do večerních hodin. Podle tradice ženich a nevěsta byli oblečeni v kroji.

### Kraslice
Tradice malování kraslic je v Horních Bojanovicích věc stále živá a pro obec charakteristická. Kraslice se zdobí technikou reliéfování voskem. Základním principem je stopa vosku nanášená na bílá nebo barevná vejce tahem špendlíkové hlavičky, kolínkem slámy nebo zápalkou. Vzniká ornament z tečky a čárky, spojovaných do nejrůznějších kombinací. K základním motivům patří varianty hvězdic, karafiátů, ratolestí, či kompozice z teček.
Podobné kraslice jsou známy jen na Hustopečsku (Boleradice, Velké Pavlovice a Horní Bojanovice), Kloboucku a okolí Ždánic. Analogie se nachází ještě v jižních Čechách a na východním Slovensku. Spektrum barev, jimiž se zdejší kraslice zdobí, nezná mezí. Převažující barvou je ovšem bílá.

## Přírodní poměry
Obec se horopisně nachází v jižních výběžcích Ždánického lesa, v jeho části zvané Boleradická vrchovina. Typickými horninami jsou třetihorní usazeniny, zejména slídnaté pískovce. Podnebí je mírné, teplé, i když oproti jižnějším částem Břeclavska jsou srážkové úhrny vyšší.
Geobotanicky se na území katastru nachází dubohabrové háje, údolní luhy a olšiny, šípákové doubravy i skalní lesostepi. Typický je i výskyt zavlečeného akátu. Z rostlin se vyskytují běžné typicky teplomilné, ale i vzácné druhy. Na katastru obce leží část přírodní rezervace Přední kout o celkové rozloze 692,83 hektaru. Jedná se o nadregionální biocentrum reprezentativního typu, obsahující teplomilné doubravní, mezofilní hájové a subxerofilní ladní ekosystémy.

## Obyvatelstvo
Podle sčítání 1930 zde žilo v 218 domech 872 obyvatel. 862 obyvatel se hlásilo k československé národnosti a 6 k německé. Žilo zde 869 římských katolíků a 3 evangelíci.

### Struktura
Vývoj počtu obyvatel za celou obec i za jeho jednotlivé části uvádí tabulka níže, ve které se zobrazuje i příslušnost jednotlivých částí k obci či následné odtržení.
| Rok            | 1869 | 1880 | 1890 | 1900 | 1910 | 1921 | 1930 | 1950 | 1961 | 1970 | 1980 | 1991 | 2001 | 2011 | 2021 |
| -------------- | ---- | ---- | ---- | ---- | ---- | ---- | ---- | ---- | ---- | ---- | ---- | ---- | ---- | ---- | ---- |
| Počet obyvatel | 816  | 849  | 887  | 882  | 919  | 951  | 872  | 748  | 781  | 768  | 718  | 639  | 612  | 629  | 628  |
| Počet domů     | 177  | 187  | 190  | 197  | 211  | 211  | 218  | 201  | 202  | 206  | 192  | 191  | 226  | 240  | 247  |

## Obecní symboly
Znak a vlajka byly obci uděleny rozhodnutím předsedy Poslanecké sněmovny Parlamentu České republiky dne 12. května 1997.

## Pamětihodnosti
Nejvýznamnější památkou je kostel svatého Vavřince, jenž prošel několika stavebními úpravami. Stavba má původní gotické jádro a nynější podoba chrámu pochází z konce 16. století. Ve čtyřicátých letech 20. století se objevily názory, že možná původně byl opevněn, tak, jako kostel v sousedním Kurdějově nebo blízké Nosislavi. Ve zvonici se ukrývají zachovalé renesanční zvony, jakých je v Česku jen málo. Zvon svatý Vavřinec pochází z roku 1562 a je vysoký 105 centimetrů. Druhý, ještě starší zvon pochází z roku 1504, na plášti je zdoben reliéfem Panny Marie s Ježíškem a vysoký je 85 centimetrů. Vzácnou památkou, která se však v kostele nenachází, je gotická hornobojanovická Madona. Ve stěně pod kůrem je vsazen renesanční náhrobek měšťana pana Michala Wahilaba z Vizovic z roku 1603.
Další památky představují drobné sakrální stavby. Mezi nejdůležitější patří kaple svatého Rocha, svatého Šebestiána a svaté Rozálie a kaple svatého Floriána. Obě pochází z poloviny 18. století.

## Osobnosti
- František S. Satora, učitel T. G. Masaryka a pokrokový kněz, který několik let svého života prožil v Horních Bojanovicích, kam za ním jezdil i Masaryk.
- Antonín Vojtek, osobitý malíř jižní Moravy, který se narodil 10. ledna 1934 v Horních Bojanovicích. Dnes žije a pracuje v Břeclavi.

## Galerie

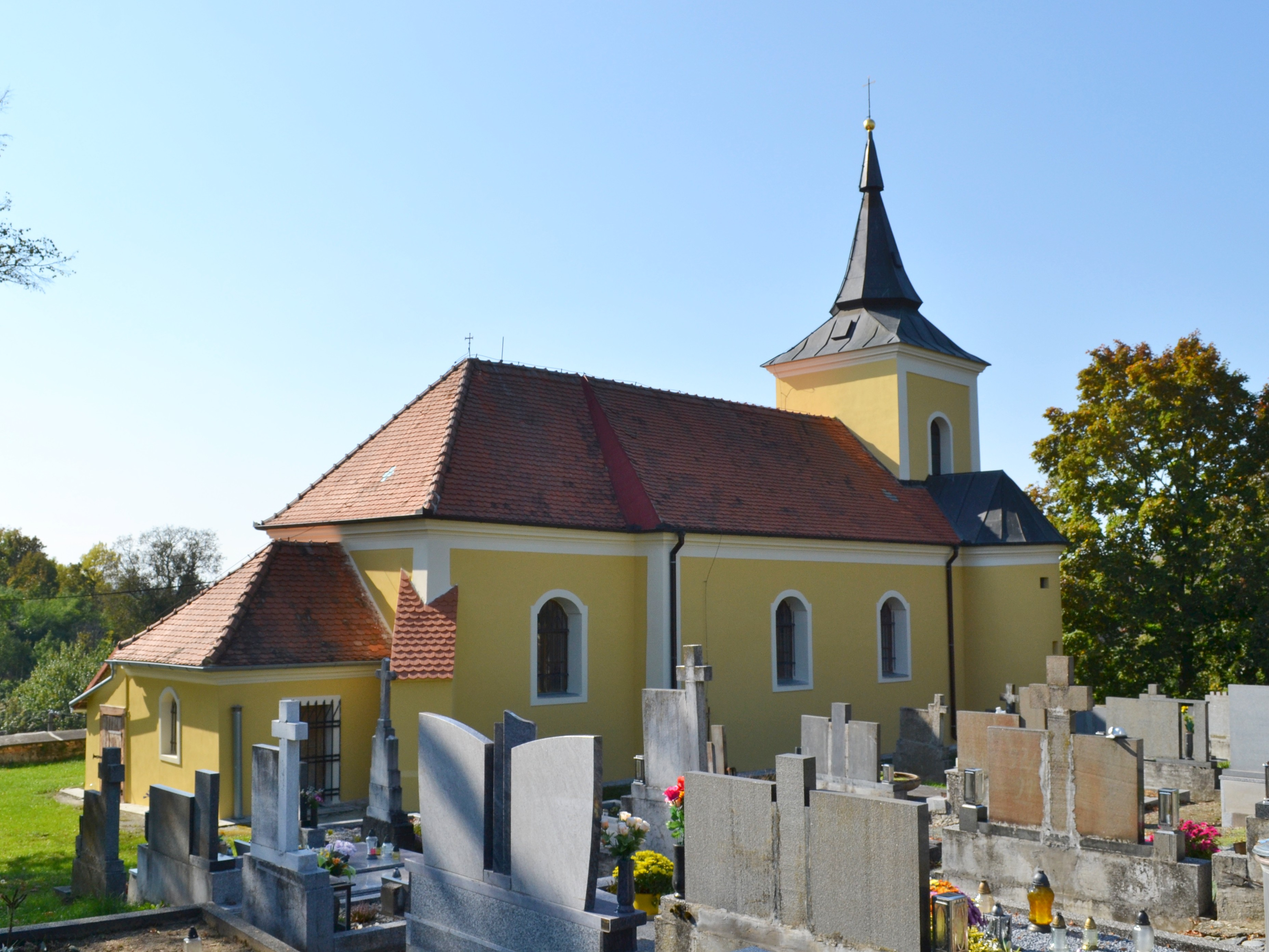
kostel svatého Vavřince
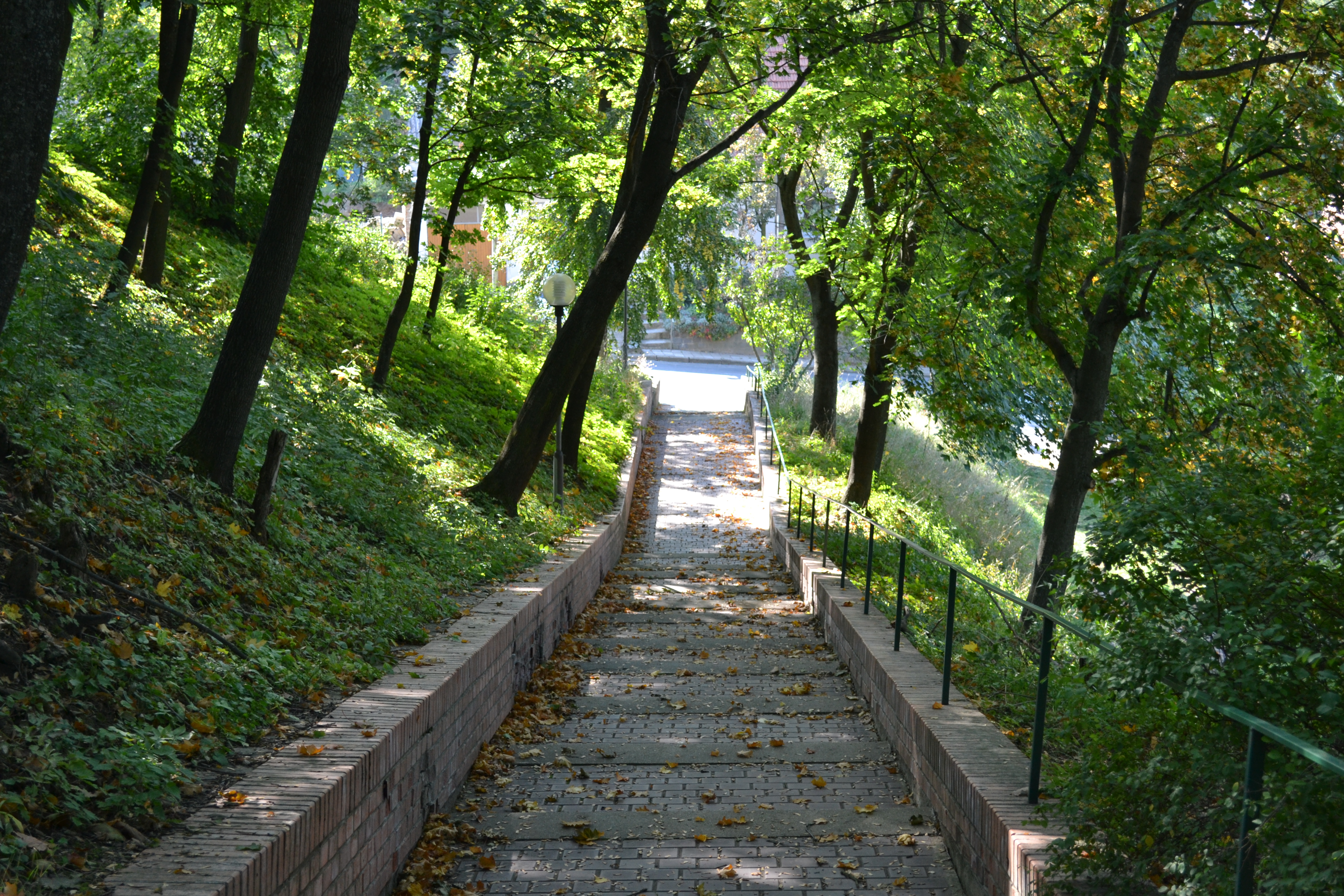
schody ke kostelu
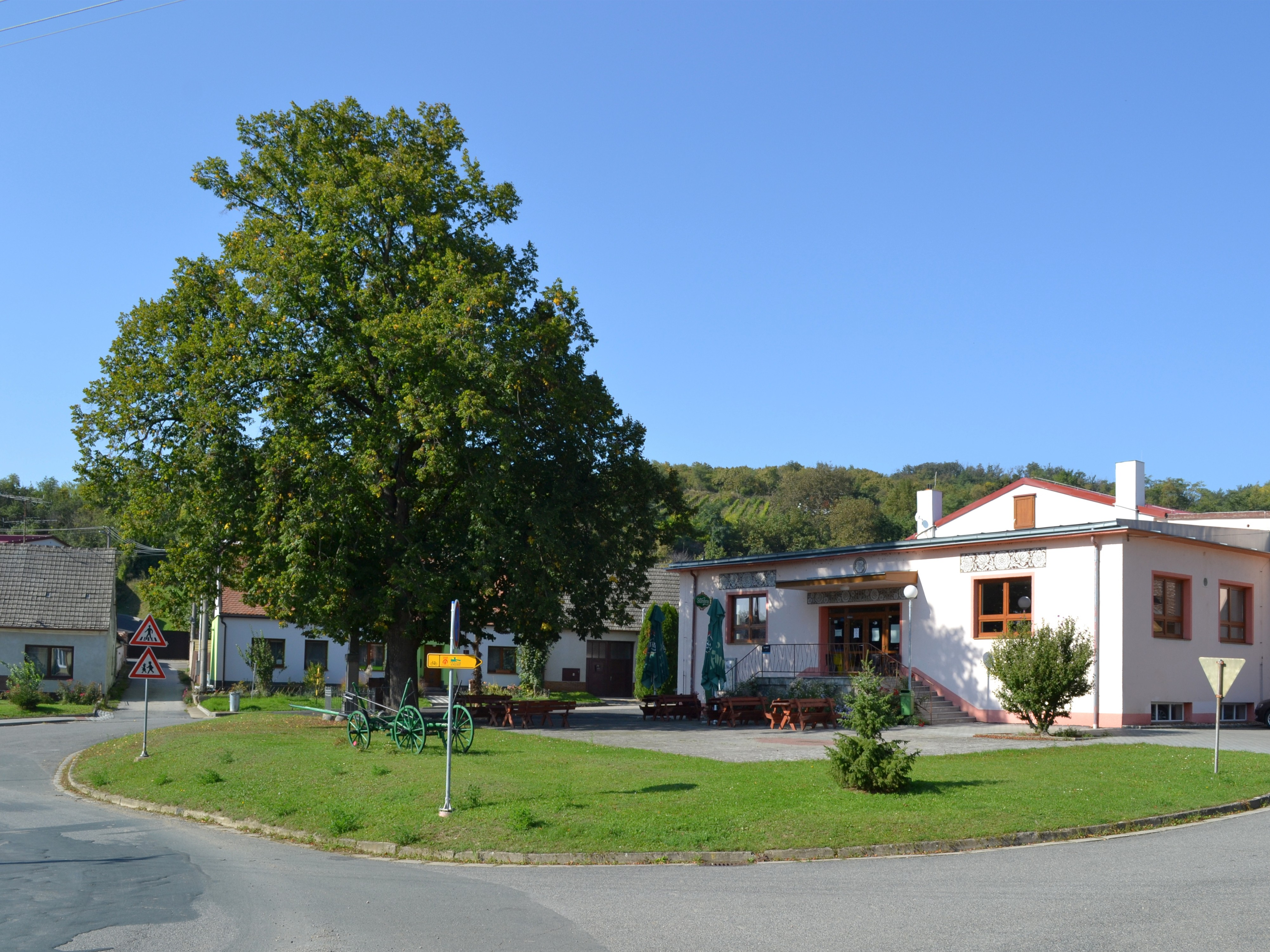
kulturní dům na návsi
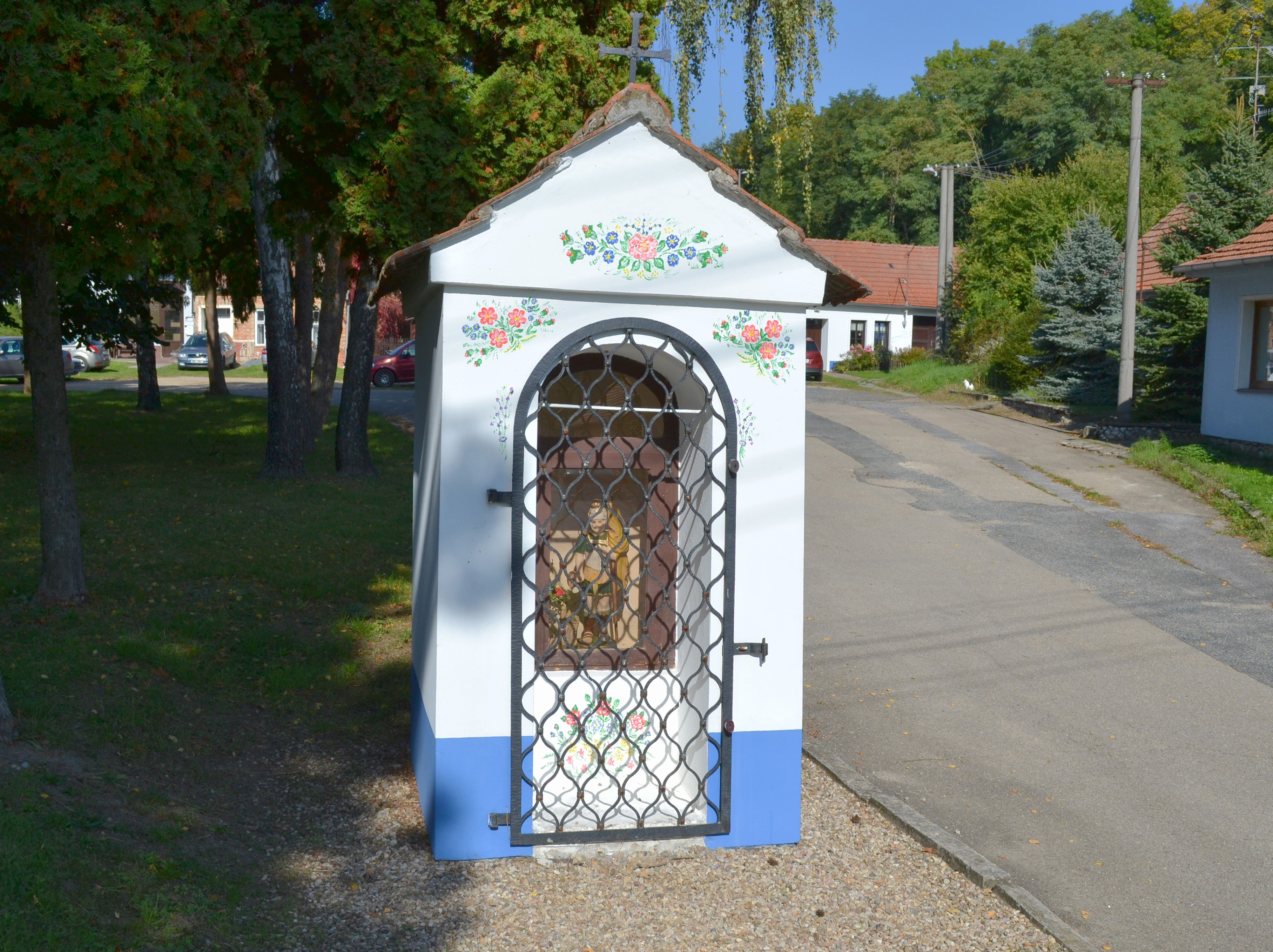
kaple svatého Floriána
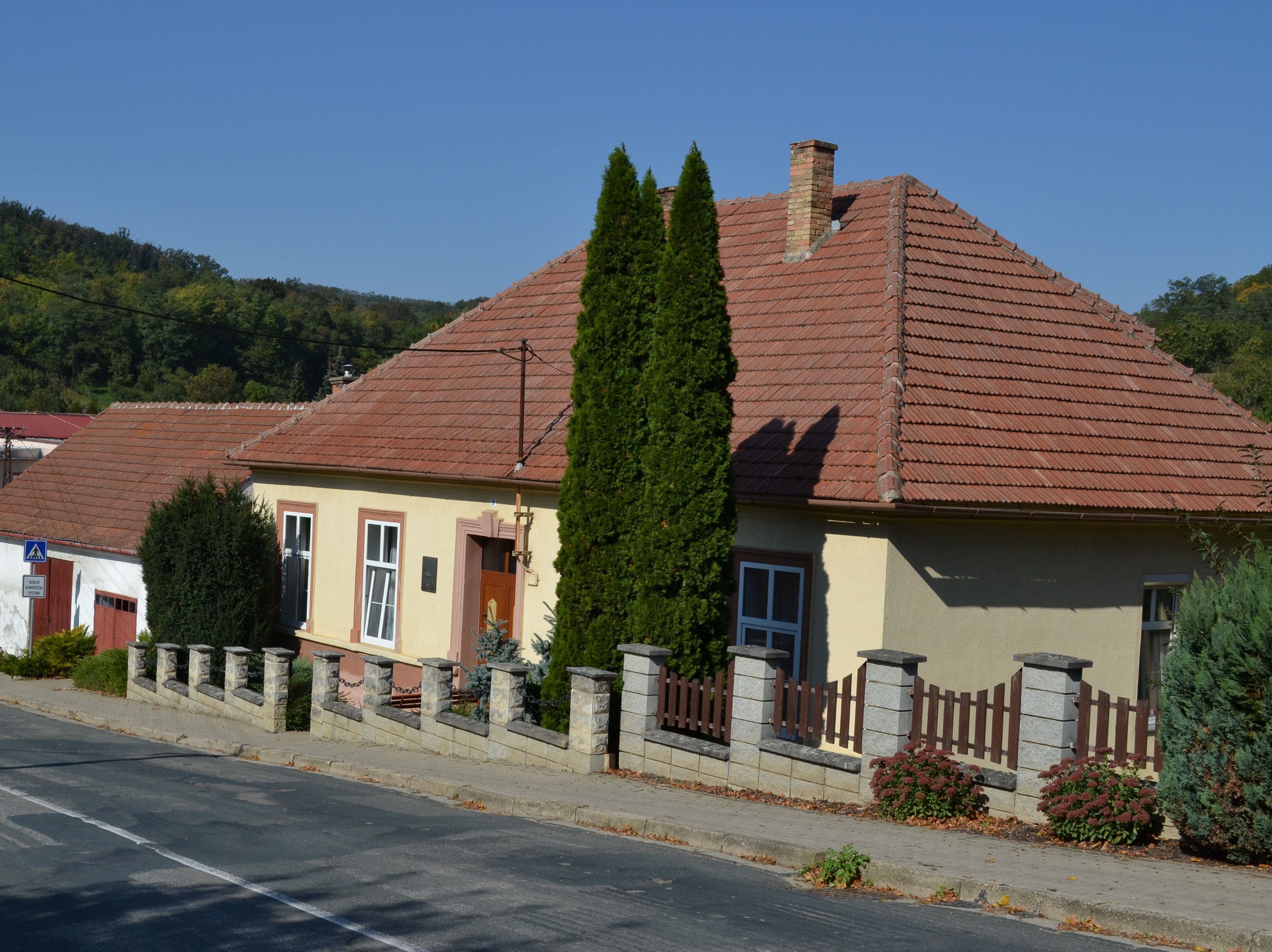
fara čp. 31
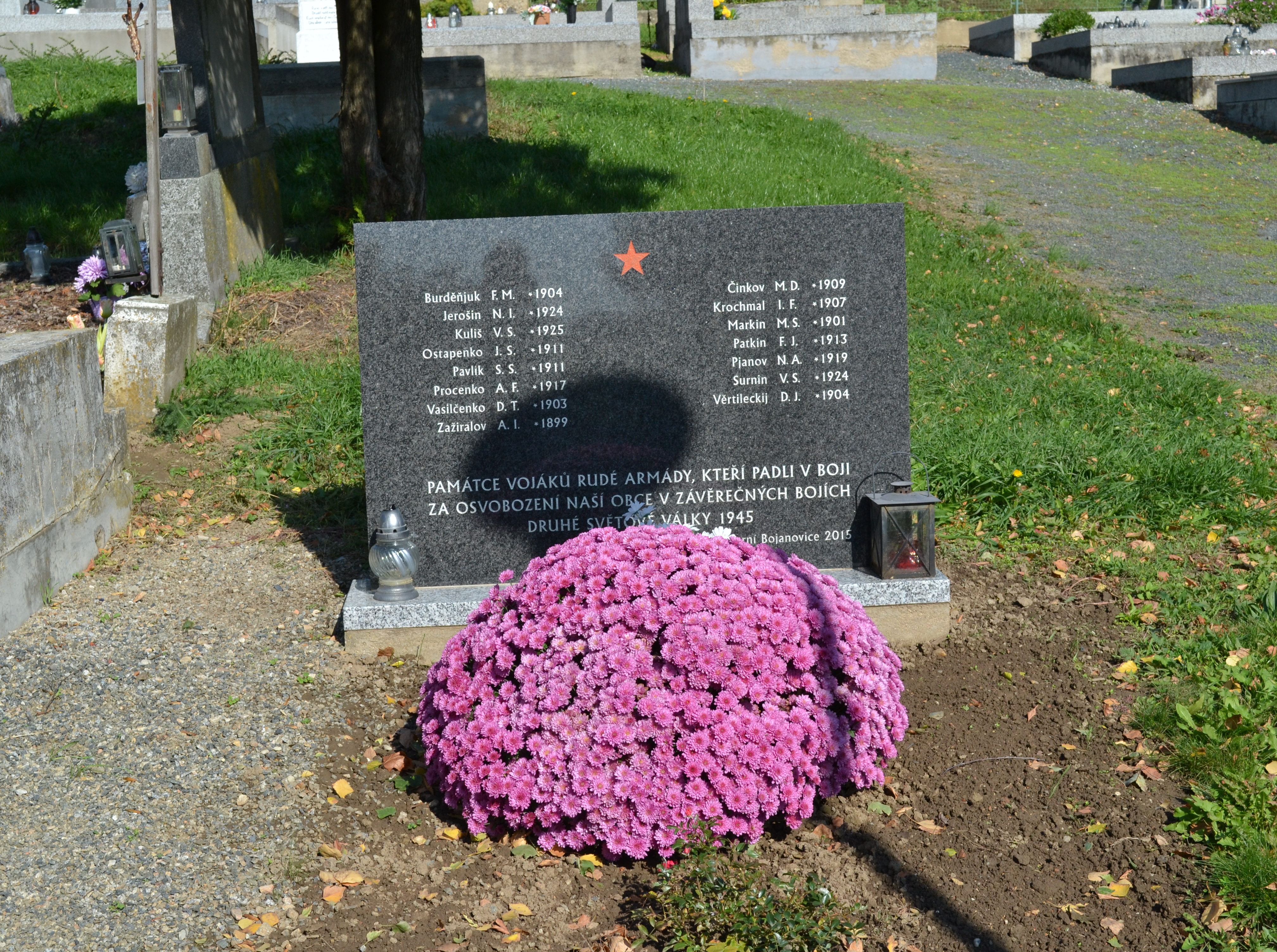
pomník padlých rudoarmějců